# Specie di Segestriidae
Di seguito sono descritte tutte le 119 specie della famiglia di ragni Segestriidae note a giugno 2013.

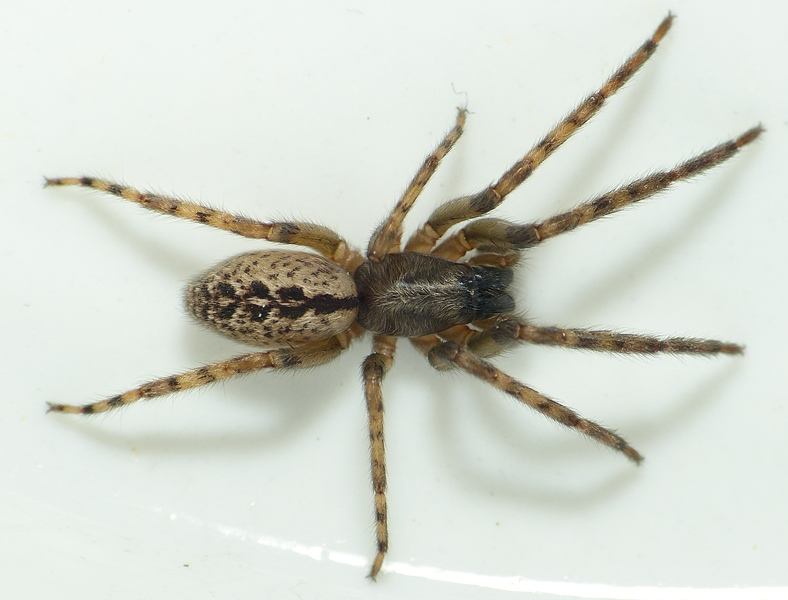
Segestria bavarica

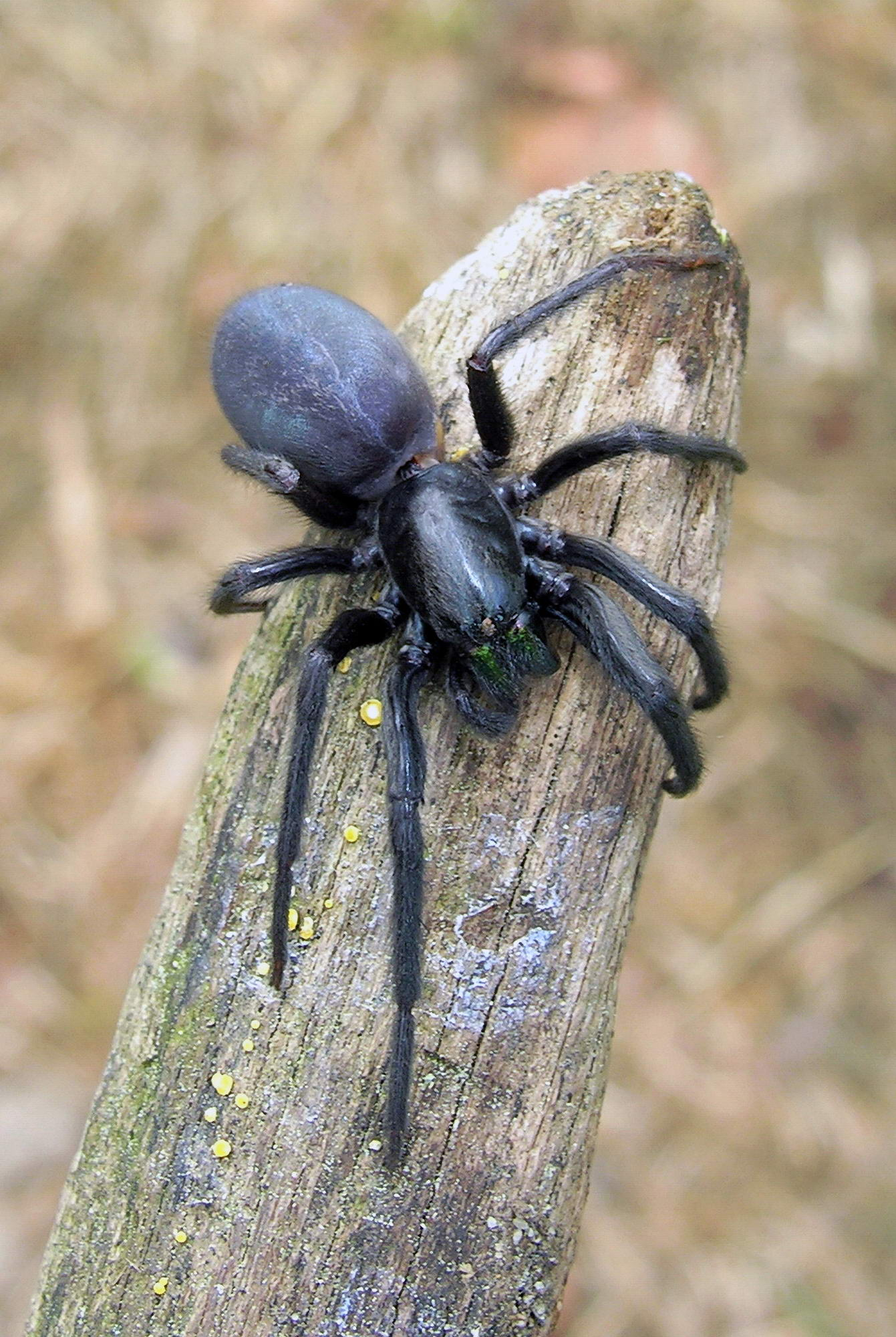
Segestria florentina

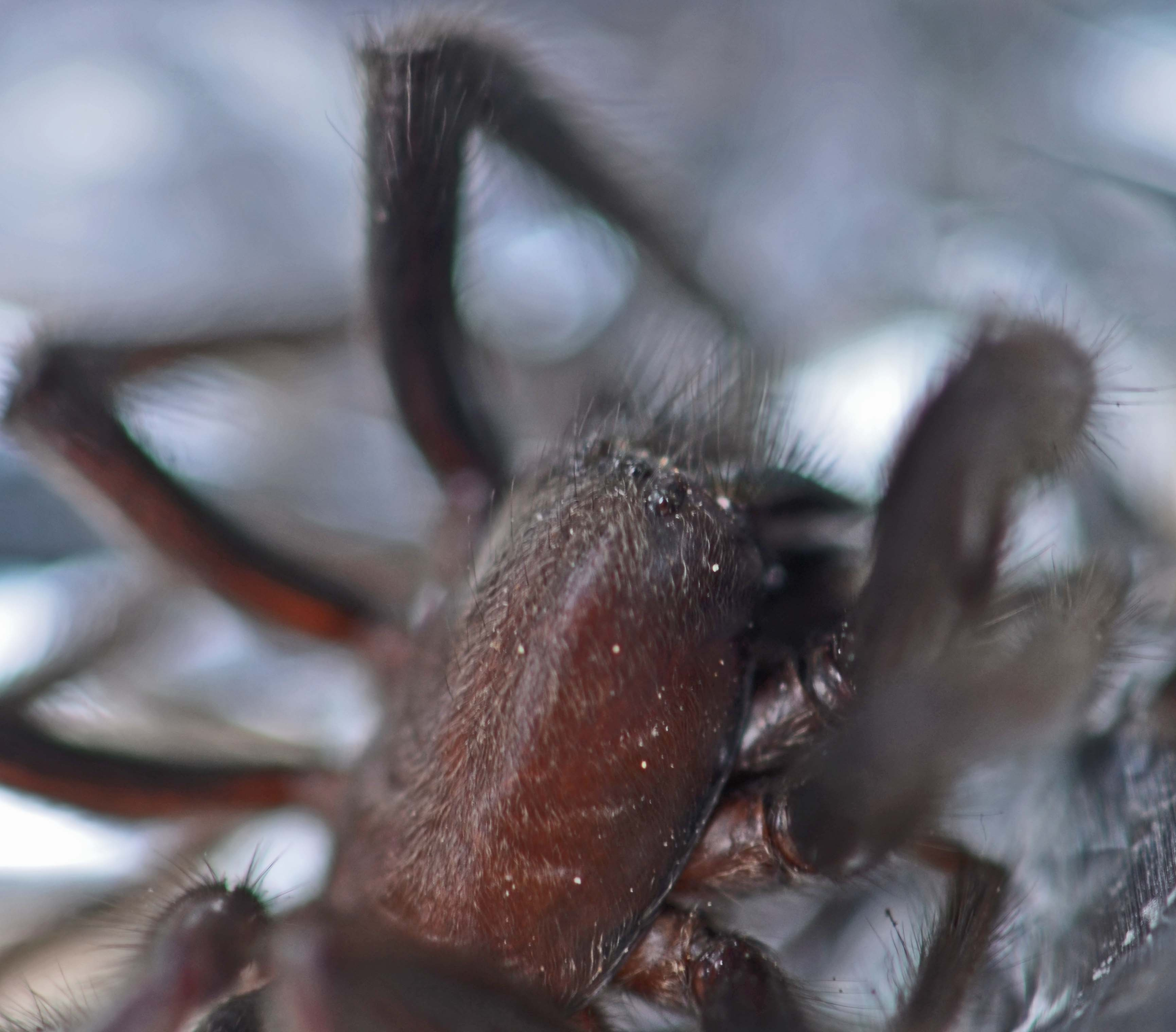
Segestria florentina, cefalotorace, vista dorsale

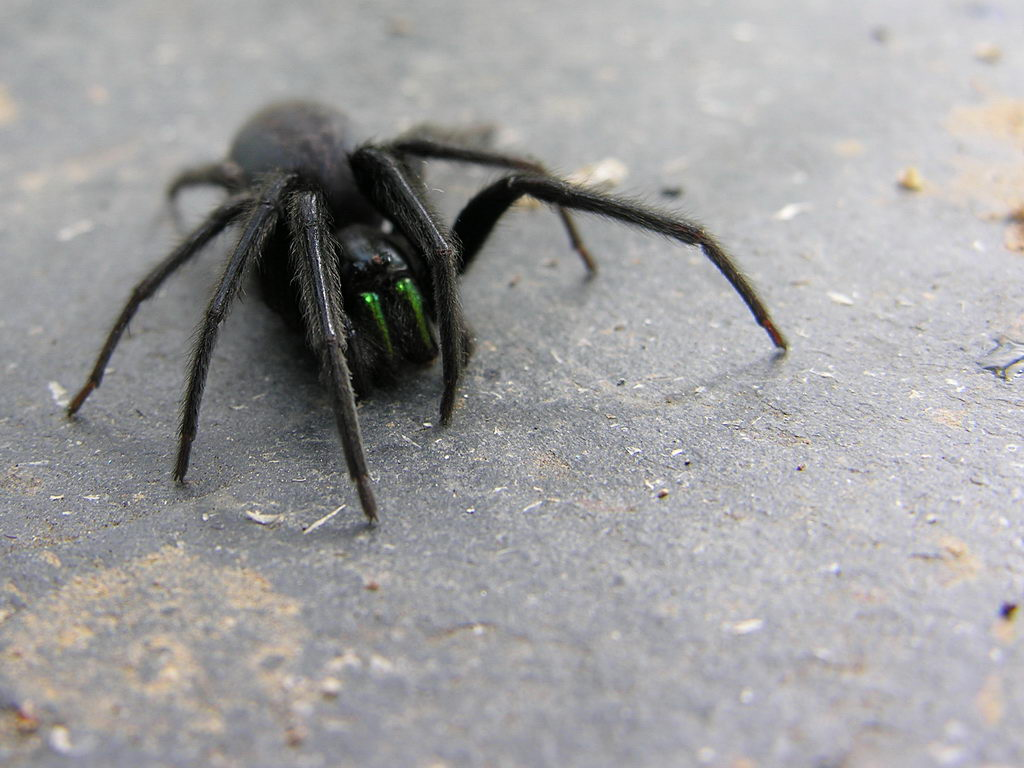
Segestria florentina

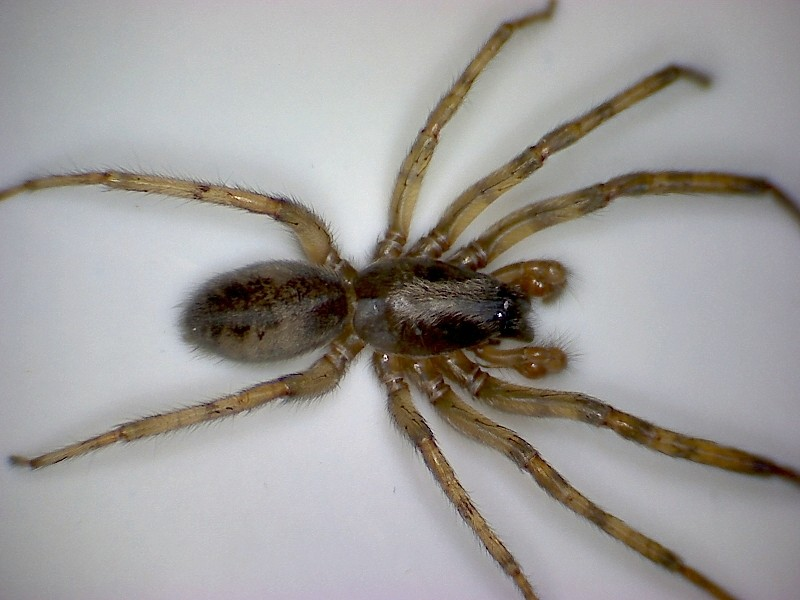
Segestria senoculata, maschio

## Ariadna
Ariadna Audouin, 1826
- Ariadna abrilae Grismado, 2008 — Cile
- Ariadna algarvensis Wunderlich, 2011 — Portogallo
- Ariadna araucana Grismado, 2008 — Cile
- Ariadna arthuri Petrunkevitch, 1926 — USA, Indie Occidentali
- Ariadna ashantica Strand, 1916 — Ghana
- Ariadna barbigera Simon, 1905 — Isole Chatham
- Ariadna bellatoria Dalmas, 1917 — Nuova Zelanda
- Ariadna bicolor (Hentz, 1842) — America settentrionale
- Ariadna bilineata Purcell, 1904 — Sudafrica
- Ariadna boesenbergi Keyserling, 1877 — Brasile, Uruguay, Argentina
- Ariadna boliviana Simon, 1907 — Bolivia, Brasile
- Ariadna brevispina Caporiacco, 1947 — Tanzania
- Ariadna brignolii Wunderlich, 2011 — Italia
- Ariadna burchelli (Hogg, 1900) — Victoria (Australia)
- Ariadna caerulea Keyserling, 1877 — Colombia, Ecuador
- Ariadna calilegua Grismado, 2008 — Argentina
- Ariadna canariensis Wunderlich, 1995 — Isole Canarie
- Ariadna capensis Purcell, 1904 — Sudafrica
- Ariadna cephalotes Simon, 1907 — Peru, Bolivia
- Ariadna changellkuk Grismado, 2008 — Cile
- Ariadna corticola Lawrence, 1952 — Sudafrica
- Ariadna crassipalpa (Blackwall, 1863) — Brasile
- Ariadna cyprusensis Wunderlich, 2011 — Cipro, isola di Kos
- Ariadna daweiensis Yin, Xu & Bao, 2002 — Cina
- Ariadna decatetracantha Main, 1954 — Australia occidentale
- Ariadna dentigera Purcell, 1904 — Sudafrica
- Ariadna dissimilis Berland, 1924 — Nuova Caledonia
- Ariadna dysderina L. Koch, 1873 — Queensland
- Ariadna elaphra Wang, 1993 — Cina
- Ariadna europaensis Wunderlich, 2011 — Italia
- Ariadna exuviaque Wunderlich, 2011 — isola di Maiorca
- Ariadna fidicina (Chamberlin, 1924) — USA, Messico
- Ariadna gallica Wunderlich, 2012 — Francia
- Ariadna gracilis Vellard, 1924 — Perù, Brasile
- Ariadna gryllotalpa (Purcell, 1904) — Sudafrica
- Ariadna hottentotta Purcell, 1908 — Sudafrica
- Ariadna inops Wunderlich, 2011 — Portogallo
- Ariadna insidiatrix Audouin, 1826 — Mediterraneo
- Ariadna insularis Purcell, 1908 — Sudafrica
- Ariadna insulicola Yaginuma, 1967 — Cina, Corea, Giappone
- Ariadna ionica (O. P.-Cambridge, 1873) — Grecia
- Ariadna isthmica Beatty, 1970 — Nicaragua, Panama
- Ariadna javana Kulczynski, 1911 — Giava
- Ariadna jubata Purcell, 1904 — Sudafrica
- Ariadna karrooica Purcell, 1904 — Sudafrica
- Ariadna kibonotensis Tullgren, 1910 — Tanzania
- Ariadna kisanganensis Benoit, 1974 — Congo
- Ariadna kolbei Purcell, 1904 — Sudafrica
- Ariadna laeta Thorell, 1899 — Camerun, Isola Principe (Golfo di Guinea)
- Ariadna lateralis Karsch, 1881 — Cina, Corea, Taiwan, Giappone
- Ariadna lebronneci Berland, 1933 — Isole Marchesi
- Ariadna levii Grismado, 2008 — Cile
- Ariadna levyi Wunderlich, 2011 — Israele
- Ariadna lightfooti Purcell, 1904 — Sudafrica
- Ariadna maderiana Warburton, 1892 — Madeira, Isole Selvagens (Isole Canarie)
- Ariadna major Hickman, 1929 — Tasmania
- Ariadna maroccana Wunderlich, 2011 — Marocco
- Ariadna masculina Lawrence, 1928 — Namibia
- Ariadna maxima (Nicolet, 1849) — Cile, Arcipelago Juan Fernandez
- Ariadna mbalensis Lessert, 1933 — Angola
- Ariadna meruensis Tullgren, 1910 — Tanzania
- Ariadna mollis (Holmberg, 1876) — Brasile, Uruguay, Argentina
- Ariadna montana Rainbow, 1920 — Isola Lord Howe
- Ariadna monticola Thorell, 1897 — Myanmar
- Ariadna multispinosa Bryant, 1948 — Hispaniola
- Ariadna murphyi (Chamberlin, 1920) — Perù
- Ariadna muscosa Hickman, 1929 — Tasmania
- Ariadna natalis Pocock, 1900 — Sudafrica, Isole Christmas
- Ariadna nebulosa Simon, 1906 — India
- Ariadna neocaledonica Berland, 1924 — Nuova Caledonia
- Ariadna obscura (Blackwall, 1858) — Brasile
- Ariadna octospinata (Lamb, 1911) — Queensland
- Ariadna oreades Simon, 1906 — Sri Lanka
- Ariadna papuana Kulczynski, 1911 — Nuova Guinea
- Ariadna pectinella Strand, 1913 — Africa centrale
- Ariadna pelia Wang, 1993 — Cina
- Ariadna perkinsi Simon, 1900 — Hawaii
- Ariadna pilifera O. P.-Cambridge, 1898 — USA, Messico
- Ariadna pragmatica Chamberlin, 1924 — Messico
- Ariadna pulchripes Purcell, 1908 — Sudafrica
- Ariadna rapinatrix Thorell, 1899 — Camerun, Isola Principe (Golfo di Guinea)
- Ariadna ruwenzorica Strand, 1913 — Africa centrale
- Ariadna sansibarica Strand, 1907 — Zanzibar (Tanzania)
- Ariadna scabripes Purcell, 1904 — Sudafrica
- Ariadna segestrioides Purcell, 1904 — Sudafrica
- Ariadna segmentata Simon, 1893 — Tasmania
- Ariadna septemcincta (Urquhart, 1891) — Nuova Zelanda
- Ariadna similis Purcell, 1908 — Sudafrica
- Ariadna snellemanni (van Hasselt, 1882) — Sumatra, Isola Krakatoa, Filippine
- Ariadna solitaria Simon, 1891 — Isola Saint Vincent (Piccole Antille)
- Ariadna taprobanica Simon, 1906 — Sri Lanka
- Ariadna tarsalis Banks, 1902 — Perù, Isole Galapagos
- Ariadna thyrianthina Simon, 1908 — Australia occidentale
- Ariadna tovarensis Simon, 1893 — Venezuela
- Ariadna tubicola Simon, 1893 — Venezuela
- Ariadna umtalica Purcell, 1904 — Sudafrica
- Ariadna ustulata Simon, 1898 — Isole Seychelles
- Ariadna viridis Strand, 1906 — Namibia
- Ariadna weaveri Beatty, 1970 — Messico

## Gippsicola
Gippsicola Hogg, 1900
- Gippsicola raleighi Hogg, 1900 — Victoria (Australia)

## Segestria
Segestria Latreille, 1804
- Segestria bavarica C. L. Koch, 1843 — dall'Europa all'Azerbaigian
- Segestria bella Chamberlin & Ivie, 1935 — USA
- Segestria cavernicola Kulczynski, 1915 — Italia
- Segestria croatica Doleschall, 1852 — Croazia
- Segestria cruzana Chamberlin & Ivie, 1935 — USA
- Segestria danzantica Chamberlin, 1924 — Messico
- Segestria davidi Simon, 1884 — Siria
- Segestria florentina (Rossi, 1790) — dall'Europa alla Georgia
- Segestria fusca Simon, 1882 — Portogallo, Spagna, Francia, Italia
- Segestria inda Simon, 1906 — India
- Segestria madagascarensis Keyserling, 1877 — Madagascar
- Segestria nipponica Kishida, 1913 — Giappone
- Segestria pacifica Banks, 1891 — USA
- Segestria pusilla Nicolet, 1849 — Cile
- Segestria saeva Walckenaer, 1837 — Nuova Zelanda
- Segestria sbordonii Brignoli, 1984 — Creta
- Segestria senoculata (Linnaeus, 1758) — Regione paleartica
  - Segestria senoculata castrodunensis Gétaz, 1889 — Svizzera
- Segestria turkestanica Dunin, 1986 — Asia centrale